# Smederevo
Smederevo (en serbio: Смедерево, en húngaro: Szendrő) es una ciudad y municipio situada al noreste de Serbia. Es la capital del distrito de Podunavlje. En 2011, la ciudad contaba con 64.175 habitantes, de un total de 108.209 con el municipio.

## Geografía
Con una altitud sobre el nivel del mar de 73 metros, a orillas del río Danubio y a 46 km de Belgrado.

## Historia

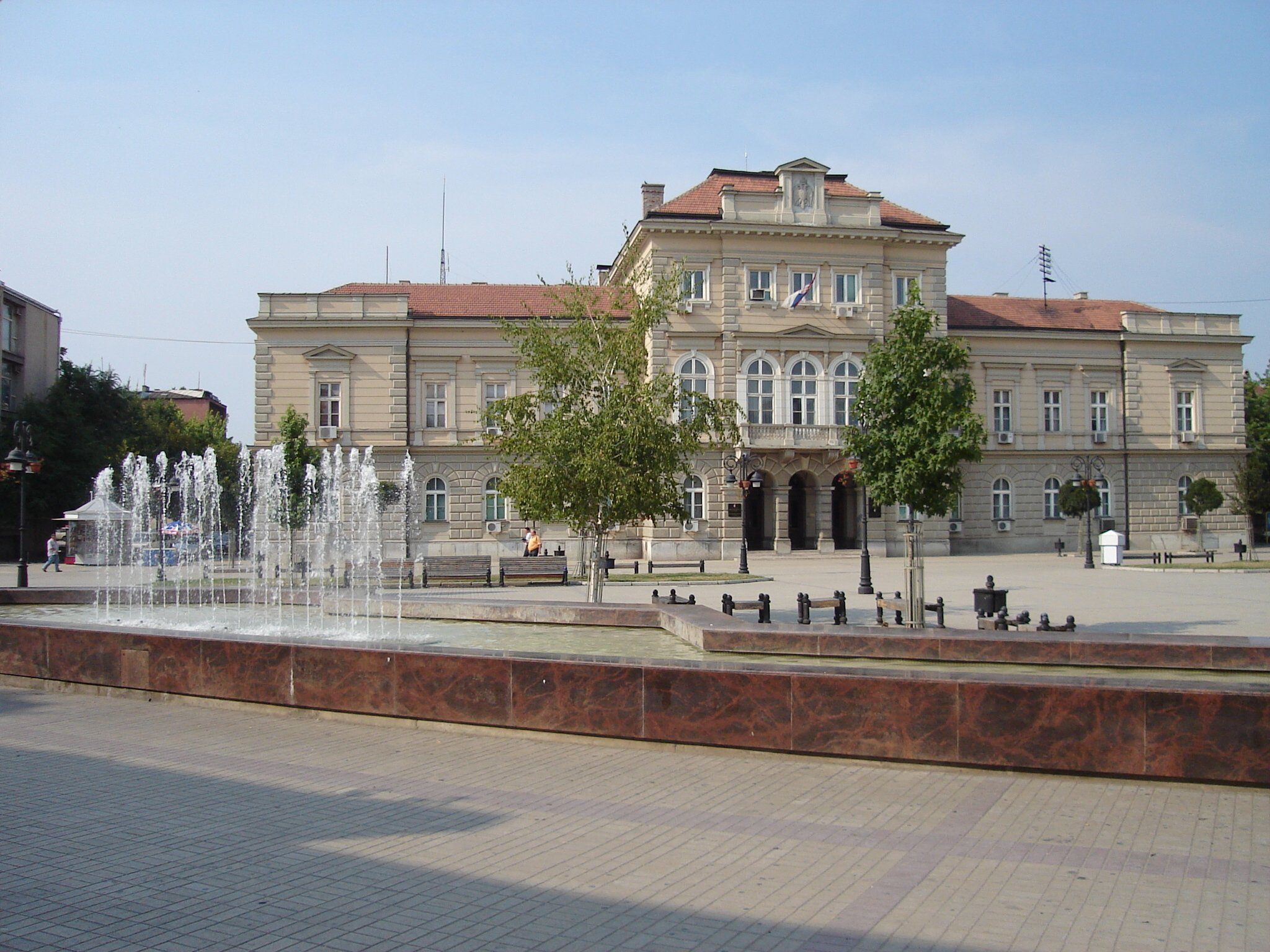
Ayuntamiento de Smederevo.

En la antigüedad, el lugar era llamado Semendria por los romanos.
En 1430, el déspota serbio Đurađ Branković fortificó el lugar y convirtió a la población en capital de Serbia hasta 1439, cuando los otomanos la conquistaron tras dos meses de asedio. En 1444 la ciudad fue restituida mediante tratado a Branković.
En la Navidad de 1456, Đurađ Branković muere en Smederevo y la ciudad es tomada poco después por los otomanos.
Smederevo sufrió entonces varios intentos fallidos de reconquista por parte de serbios y húngaros, pero la ciudad continuó en manos otomanas, convirtiéndose en capital del sanjacado de Smederevo.
En 1805, durante la primera revuelta serbia contra los turcos, la ciudad cayó en poder de los insurrectos y fue durante un tiempo capital de Serbia, si bien los turcos no abandonaron definitivamente la ciudad hasta 1867.
En 1914, al comenzar la Primera Guerra Mundial, los austriacos bombardearon y ocuparon la ciudad, que fue liberada en 1918.
Durante la Segunda Guerra Mundial Smederevo fue de nuevo ocupada, esta vez por los alemanes (1941).

## Economía
Smederevo es una ciudad industrial, centro de la industria siderúrgica serbia. Allí se fundó en 1913 la compañía minera y siderúrgica Sartid, propiedad desde 2003 de la compañía estadounidense U.S. Steel. El municipio es asimismo zona agrícola, famoso por su reputación vitivinícola.

## Pedanías
Además de la propia ciudad de Smederevo, el área administrativa incluye las siguientes veintisiete pedanías, que se muestran con su población en el censo de 2011:
- Badljevica (374)
- Binovac (428)
- Dobri Do (971)
- Drugovac (1566)
- Kolari (1089)
- Kulič (232)
- Landol (1141)
- Lipe (3077)
- Lugavčina (3078)
- Lunjevac (563)
- Mala Krsna (1552)
- Malo Orašje (994)
- Mihajlovac (2656)
- Osipaonica (3560)
- Petrijevo (1451)
- Radinac (5428)
- Ralja (1209)
- Šalinac (558)
- Saraorci (2107)
- Seone (955)
- Skobalj (1614)
- Suvodol (788)
- Udovice (1837)
- Vodanj (1206)
- Vranovo (2690)
- Vrbovac (1020)
- Vučak (1890)

## Ciudades hermanadas
- Pale (Bosnia Herzegovina)
- Volos (Grecia)
- Herceg Novi (Montenegro)